# Volley Potentino 2013-2014
Questa voce raccoglie le informazioni riguardanti il Volley Potentino nelle competizioni ufficiali della stagione 2013-2014.

## Stagione
La stagione 2013-14 è per il Volley Potentino, sponsorizzato dalla B-Chem, la seconda consecutiva in Serie A2; in panchina viene confermato l'allenatore Gianluca Graziosi, mentre la rosa è in parte modificata con gli arrivi di Federico Moretti, Riccardo Pinelli, Matteo Bolla e Marco Lipparini: tra le conferme quelle di Matteo Zamagni, Enrico Zampetti e Riccardo Tobaldi e tra le partenze quelle di Giuseppe Della Corte, Zoltán David e Nicola Cecato.
Il campionato si apre con quattro vittorie consecutive, ma poi, il resto del girone di andata, è caratterizzato esclusivamente da sconfitte, che portano la squadra all'ottavo posto in classifica, non utile per qualificarsi alla Coppa Italia di Serie A2. Il girone di ritorno comincia con due stop di fila, a cui fanno seguito prima tre vittorie e poi cinque sconfitte, facendo chiudere la regular season, al club di Potenza Picena, al nono posto. Nei play-off promozione la squadra parte dagli ottavi di finale, dove supera in tre gare il Volley Corigliano: tuttavia nei quarti di finale viene estromessa dalla corsa alla promozione dalla doppia sconfitta inflitta dal Volley Milano.

## Organigramma societario
Area direttiva
- Presidente: Giuseppe Massera
- Vicepresidente: Carlo Muzi
- Segreteria generale: Marzo Mazzoni

Area organizzativa
- Team manager: Amedeo Pesci
- Direttore sportivo: Paolo Salvucci

Area tecnica
- Allenatore: Gianluca Graziosi
- Allenatore in seconda: Leonel Carmelino
- Scout man: Luca Turtù
- Responsabile settore giovanile: Giovanni Gawronski

Area comunicazione
- Ufficio stampa: Michele Campagnoli
- Area comunicazione: Federico Ambrosiano

Area marketing
- Ufficio marketing: Germano Scarafiocca

Area sanitaria
- Medico: Danilo Compagnucci
- Preparatore atletico: Paolo Di Chiara
- Fisioterapista: Roberto Casisa
- Osteopata: Luca Lucchetti

## Rosa
| N° | Nome             | Ruolo | Data di nascita  | Nazionalità sportiva |
| -- | ---------------- | ----- | ---------------- | -------------------- |
| 1  | Riccardo Pinelli | P     | 17 febbraio 1991 | Italia               |
| 3  | Stefano De Leo   | S     | 21 marzo 1990    | Italia               |
| 4  | Riccardo Tobaldi | C     | 24 ottobre 1984  | Italia               |
| 5  | Matteo Caciorgna | S/O   | 6 giugno 1987    | Italia               |
| 6  | Emanuele Miscio  | P     | 16 giugno 1982   | Italia               |
| 7  | Matteo Bolla     | S     | 5 marzo 1990     | Italia               |
| 8  | Roberto Romiti   | L     | 27 gennaio 1983  | Italia               |
| 9  | Federico Moretti | S/O   | 6 dicembre 1983  | Italia               |
| 10 | Matteo Zamagni   | C     | 4 agosto 1989    | Italia               |
| 11 | Dario Berni      | C     | 23 luglio 1993   | Italia               |
| 12 | Enrico Zampetti  | S     | 9 luglio 1980    | Italia               |
| 13 | Marco Lipparini  | S     | 2 febbraio 1987  | Italia               |

## Mercato
| Acquisti | Acquisti         | Acquisti         | Acquisti   |
| R.       | Nome             | da               | Modalità   |
| -------- | ---------------- | ---------------- | ---------- |
| C        | Dario Berni      | Matera Bulls     | definitivo |
| S        | Matteo Bolla     | BluVolley Verona | definitivo |
| S/O      | Matteo Caciorgna | Offagna          | definitivo |
| S        | Stefano De Leo   | Casarano         | definitivo |
| S        | Marco Lipparini  | Impavida Ortona  | definitivo |
| S/O      | Federico Moretti | Padova           | definitivo |
| P        | Riccardo Pinelli | Modena           | definitivo |
| L        | Roberto Romiti   | Argos            | definitivo |

| Cessioni | Cessioni             | Cessioni           | Cessioni   |
| R.       | Nome                 | a                  | Modalità   |
| -------- | -------------------- | ------------------ | ---------- |
| C        | Davide Benaglia      | Tricolore          | definitivo |
| L        | Juri Bianchi         | Forlì              | definitivo |
| L        | Tommaso Cacchiarelli | Offida             | definitivo |
| P        | Nicola Cecato        | M&G                | definitivo |
| S        | Zoltán David         | ?                  | definitivo |
| S/O      | Giuseppe Della Corte | Sir Safety Perugia | definitivo |
| S        | Mario Mercorio       | Libertas Brianza   | definitivo |
| S        | Fabio Muzio          | Massa              | definitivo |
| S        | Matteo Zamponi       | US Civitanova      | definitivo |

## Risultati

### Serie A2

#### Girone di andata
| 1ª giornata - 20 ottobre 2013 PalaPolsinelli, Sora           | Argos              | 2 - 3 | Potentino         | 25-22, 25-27, 25-21, 23-25, 10-15 |
| 2ª giornata - 27 ottobre 2013 PalaPrincipi, Potenza Picena   | Potentino          | 3 - 0 | Corigliano Volley | 27-25, 25-21, 25-23               |
| 3ª giornata - 3 novembre 2013 PalaGrotte, Castellana Grotte  | Materdomini        | 1 - 3 | Potentino         | 19-25, 20-25, 29-27, 23-25        |
| 4ª giornata - 10 novembre 2013 PalaPrincipi, Potenza Picena  | Potentino          | 3 - 0 | Brolo             | 28-26, 31-29, 25-22               |
| 5ª giornata - 16 novembre 2013 PalaSassi, Matera             | Matera Bulls       | 3 - 0 | Potentino         | 25-23, 25-14, 25-19               |
| 6ª giornata - 24 novembre 2013 PalaPrincipi, Potenza Picena  | Potentino          | 2 - 3 | Padova            | 25-18, 43-41, 22-25, 19-25, 12-15 |
| 8ª giornata - 8 dicembre 2013 PalaPrincipi, Potenza Picena   | Potentino          | 1 - 3 | Milano            | 16-25, 25-21, 19-25, 21-25        |
| 9ª giornata - 15 dicembre 2013 PalaParini, Cantù             | Libertas Brianza   | 3 - 0 | Potentino         | 32-30, 32-30, 25-21               |
| 10ª giornata - 22 dicembre 2013 Centro Pavesi, Milano        | Powervolley Milano | 3 - 0 | Potentino         | 26-24, 25-19, 25-16               |
| 11ª giornata - 26 dicembre 2014 PalaPrincipi, Potenza Picena | Potentino          | 1 - 3 | Impavida Ortona   | 25-27, 22-25, 25-18, 19-25        |

#### Girone di ritorno
| 12ª giornata - 29 dicembre 2014 PalaPrincipi, Potenza Picena     | Potentino         | 2 - 3 | Argos              | 25-18, 18-25, 11-25, 25-21, 9-15 |
| 13ª giornata - 5 gennaio 2014 PalaCorigliano, Corigliano Calabro | Corigliano Volley | 3 - 0 | Potentino          | 25-14, 25-19, 25-19              |
| 14ª giornata - 19 gennaio 2014 PalaPrincipi, Potenza Picena      | Potentino         | 3 - 1 | Materdomini        | 26-24, 16-25, 25-20, 25-21       |
| 15ª giornata - 26 gennaio 2014 PalaFantozzi, Capo d'Orlando      | Brolo             | 0 - 3 | Potentino          | 16-25, 18-25, 19-25              |
| 16ª giornata - 2 febbraio 2014 PalaPrincipi, Potenza Picena      | Potentino         | 3 - 1 | Matera Bulls       | 25-17, 26-24, 23-25, 25-22       |
| 17ª giornata - 9 febbraio 2014 Pala Fabris, Padova               | Padova            | 3 - 1 | Potentino          | 17-25, 25-20, 25-23, 25-23       |
| 19ª giornata - 23 febbraio 2014 Palazzetto dello Sport, Monza    | Milano            | 3 - 0 | Potentino          | 25-15, 25-23, 25-12              |
| 20ª giornata - 2 marzo 2014 PalaPrincipi, Potenza Picena         | Potentino         | 1 - 3 | Libertas Brianza   | 19-25, 25-13, 18-25, 22-25       |
| 21ª giornata - 9 marzo 2014 PalaPrincipi, Potenza Picena         | Potentino         | 0 - 3 | Powervolley Milano | 17-25, 23-25, 21-25              |
| 22ª giornata - 16 marzo 2014 Palasport Comunale, Ortona          | Impavida Ortona   | 3 - 0 | Potentino          | 25-20, 25-21, 25-20              |

#### Play-off promozione
| Ottavi di finale (gara 1) - 19 marzo 2014 PalaPrincipi, Potenza Picena       | Potentino         | 3 - 0 | Corigliano Volley | 25-20, 25-14, 25-14        |
| Ottavi di finale (gara 2) - 23 marzo 2014 PalaCorigliano, Corigliano Calabro | Corigliano Volley | 3 - 1 | Potentino         | 25-22, 20-25, 25-23, 25-23 |
| Ottavi di finale (gara 3) - 26 marzo 2014 PalaPrincipi, Potenza Picena       | Potentino         | 3 - 1 | Corigliano Volley | 15-25, 25-22, 25-21, 26-24 |
| Quarti di finale (gara 1) - 30 marzo 2014 Palazzetto dello Sport, Monza      | Milano            | 3 - 0 | Potentino         | 25-23, 25-16, 25-20        |
| Quarti di finale (gara 2) - 2 aprile 2014 PalaPrincipi, Potenza Picena       | Potentino         | 0 - 3 | Milano            | 20-25, 23-25, 13-25        |

## Statistiche

### Statistiche di squadra
| Competizione | Punti | In casa | In casa | In casa | In trasferta | In trasferta | In trasferta | Totale | Totale | Totale |
| Competizione | Punti | G       | V       | P       | G            | V            | P            | G      | V      | P      |
| ------------ | ----- | ------- | ------- | ------- | ------------ | ------------ | ------------ | ------ | ------ | ------ |
| Serie A2     | 22    | 13      | 6       | 7       | 12           | 3            | 9            | 25     | 9      | 16     |
| Totale       | -     | 13      | 6       | 7       | 12           | 3            | 9            | 25     | 9      | 16     |

G = partite giocate; V = partite vinte; P = partite perse

### Statistiche dei giocatori
| Giocatore    | Serie A2 | Serie A2 | Serie A2 | Serie A2 | Serie A2 | Totale | Totale | Totale | Totale | Totale |
| Giocatore    | P        | PT       | AV       | MV       | BV       | P      | PT     | AV     | MV     | BV     |
| ------------ | -------- | -------- | -------- | -------- | -------- | ------ | ------ | ------ | ------ | ------ |
| D. Berni     | 7        | 5        | 2        | 2        | 1        | 7      | 5      | 2      | 2      | 1      |
| M. Bolla     | 24       | 219      | 190      | 16       | 13       | 24     | 219    | 190    | 16     | 13     |
| M. Caciorgna | 3        | 0        | 0        | 0        | 0        | 3      | 0      | 0      | 0      | 0      |
| S. De Leo    | 18       | 18       | 17       | 1        | 0        | 18     | 18     | 17     | 1      | 0      |
| M. Lipparini | 23       | 115      | 92       | 15       | 8        | 23     | 115    | 92     | 15     | 8      |
| E. Miscio    | 23       | 4        | 2        | 0        | 2        | 23     | 4      | 2      | 0      | 2      |
| F. Moretti   | 25       | 506      | 463      | 31       | 12       | 25     | 506    | 463    | 31     | 12     |
| R. Pinelli   | 25       | 37       | 3        | 18       | 16       | 25     | 37     | 3      | 18     | 16     |
| R. Romiti    | 25       | -        | -        | -        | -        | 25     | -      | -      | -      | -      |
| R. Tobaldi   | 25       | 153      | 110      | 27       | 16       | 25     | 153    | 110    | 27     | 16     |
| M. Zamagni   | 25       | 186      | 134      | 44       | 8        | 25     | 186    | 134    | 44     | 8      |
| E. Zampetti  | 22       | 110      | 95       | 10       | 5        | 22     | 110    | 95     | 10     | 5      |

P = presenze; PT = punti totali; AV = attacchi vincenti; MV = muri vincenti; BV = battute vincenti